# بيير ماليت
بيير ماليت (بالفرنسية: Pierre Mallet)‏ هو فنان فرنسي، ولد في 1836 في سون العليا في فرنسا، وتوفي في 21 فبراير 1898 في بولون-بيانكور في فرنسا.